# Медіна (співачка)
Медіна Даніель Уна Вальбак (англ. Medina, дан. me̝ˈtiːnæ, ісп. meˈðina; справжнє ім'я Андреа Фуентальба Вальбак, англ. Andrea Fuentealba Valbak; нар.. 30 листопада 1982, Орхус, Данія) — данська співачка, авторка пісень, композиторка та акторка чилійського походження. 
Випустила один мініальбом та 7 студійних альбомів. Стала популярною завдяки таким синглам, як «Kun for mig» у Скандинавії та «Addiction» у різних європейських та англомовних країнах. На церемонії вручення Danish Music Awards у 2010 році стала «Найкращою виконавицею року» та «Найкращим автором пісень року», а також перемогла в номінації «Найкращий альбом року».

## Життєпис
Андреа Фуентальба Вальбак народилася 30 листопада 1982 року в данському Орхусі в сім'ї данки та чилійця. Її мати виросла в Малайзії, а батько родом із Сантьяго. Має брата, він живе в Копенгагені. Бабуся також живе в Копенгагені. 
2005 року після відвідування нумеролога вона змінила своє ім'я на Медіна Даніель Уна Валбак. «Медіна» не є посиланням на місто Медина в Саудівській Аравії, скоріше це поширена назва в Чилі.
У 2007 році Медіна мала стосунки з Саміром Судом. Пара планувала одружитися, але розлучилася після успіху першого альбому Медіни. Незабаром після цього зустрічалася з танцюристом Матіасом Арведсеном до 2011 року. Також зустрічалася з данським співаком Ксандером. З 2012 по 2014 рік — зустрічалася і жила з данським співаком Крістофером. Станом на 2014 рік перебувала у стосунках з моделлю Міккелем Грегерсом Єнсеном, вони розлучилися в 2015 році.
Медіна одружилася зі своїм партнером Мало Чапсала в середині 2020 року. У серпні 2020 було підтверджено першу вагітність Медіни. У червні 2022 року Медіна народила другу дитину.
Під час пандемії COVID-19 Медіна викликала суперечки через поширення дезінформації щодо пандемії COVID-19 та вакцин проти неї. У грудні 2021 року вона опублікувала історію у своєму профілі в Instagram, у якій ішлося: «Дуже погано, скільки можна брехати та дезінформувати людей без обмежень!».

## Кар'єра
Пісні Медіни можна відносити до жанру попмузики. 

Андреа Фуентальба Вальбак випустила свій перший сингл у Данії під назвою «FLA» («Шкіра»). Наступним синглом стала композиція «Et øjeblik» («Один момент») у 2007 році, після чого випустила альбом під назвою «Tæt på».
На батьківщині в Данії Медіна прославилася після випуску хіта «Kun for mig» («Тільки для мене»), який став першим синглом з другого альбому «Velkommen til Medina». Сінгл став хітом протягом 2008/2009 років, був 7 тижнів на вершині данського танцювального чарту, був одним з найпопулярніших хітів на данському радіо. «Kun for mig» був найпродаванішим синглом 2009 року в Данії. Він перебував 6 тижнів на першому місці данського Singles Chart, зрештою отримав потрійний платиновий статус. Другий сингл з того ж альбому, «Velkommen til Medina», також став першим і протримався на вершині 5 тижнів, досягши платинового статусу. Третій («Ensom») та четвертий («Vi to») стали другим у данському чарті і також стали платиновими.
У 2009 році два спільні сингли Медіни також досягли верхньої частини данського чарту: «100 dage» від Медіни та Томаса Гельміга і «Mest ondt» від Медіни та Бурхан Джі. У вересні 2009 року Медіна випустила англійською версію «Kun for mig» під назвою «You & I» у Великій Британії, Німеччині, Австрії та Швейцарії. Ця версія досягла № 39 у чарті UK Singles і увійшла до топ-10 у німецькому Singles Chart.
У липні 2010 року міжнародний альбом «Welcome to Medina» вийшов у Німеччині, Австрії та Швейцарії і досяг № 9, № 45 та № 24 місць чартів цих країн відповідно. Крім семи нових пісень, альбом також включає англомовні версії чотирьох синглів, у тому числі «Lonely» (англійська версія «Ensom»), який вийшов як другий сингл з альбому.
У 2011 році вийшов данський студійний альбом For Altid з відомими синглами «Synd for Dig», «For Altid», «Kl. 10», «12 Dage», «Lyser i Morke» та «Har du Glemt». Перероблене спеціальне видання включало фінальний сингл «Junkie (featuring Svenstrup)». За ним у 2012 році вийшла однойменна англійська версія під назвою Forever. З 2012 по 2014 рік Медіна взяла невелику перерву, згодом розпочавши невеличкі проєкти, включаючи випуск мініальбому, натхненного містом, і концертного альбому, обидва переважно данською мовою. 2016 року вона випустила студійний альбом We Survive (англомовний) та через два роки — студійний альбом данською мовою Grim (2018).
У першій половині 2020 року Медіна випустила новий концертний альбом Det Bliver Altid Forår. Він включає кілька її найвідоміших данських синглів, записаних і виконаних перед аудиторією наживо до початку пандемії COVID-19.
У липні 2020 року Медіна оголосила через соцмережі про написання нової музики, що призвело до припущень, що вона випустить новий альбом, однак про випуск не було заявлено. У другій половині 2020 року Медіна випустила кілька нових синглів, переважно данською, включно з кількома данськими кавер-версіями з нового сезону «Toppen Af Poppen» (данське телешоу), де вона брала участь. 2022 року Медіна випустила документальний серіал про своє поточне життя та минулі труднощі під назвою «Медіна». 
Шанувальники данської співачки називають себе «Медівами».

## Досягнення
Медіна стала найкращою данською виконавицею 2009, 2011 та 2012 років на «MTV Europe Music Awards», найкращою данською співачкою на «Zulu Awards», а також виграла в номінаціях «Найкращий виконавець Данії» та «Найкращий альбом Данії» DeeJay Awards 2010".

## Дискографія

### Альбоми
| 2007 | Tæt på               | - | - |                                                                                      |                                                                                      |                                                                                      |                                                                                      |                                                                                      |                                                                                      |                                                                                      |                                                                                      |                                                                                      |                                                                                      |                                                                                      |                                                                                      |                                                                                      |                                                                                      |                                                                                      |                                                                                      |                                                                                      |                                                                                      |                                                                                      |                                                                                      |                                                                                      |
| 2009 | Velkommen til Medina | 6 | - |                                                                                      |                                                                                      |                                                                                      |                                                                                      |                                                                                      |                                                                                      |                                                                                      |                                                                                      |                                                                                      |                                                                                      |                                                                                      |                                                                                      |                                                                                      |                                                                                      |                                                                                      |                                                                                      |                                                                                      |                                                                                      |                                                                                      |                                                                                      |                                                                                      |
| 2011 | For Altid            | - | - | «—» означає, що композиція (альбом) не потрапила в чарти або ж не брала участь у них | «—» означає, що композиція (альбом) не потрапила в чарти або ж не брала участь у них | «—» означає, що композиція (альбом) не потрапила в чарти або ж не брала участь у них | «—» означає, що композиція (альбом) не потрапила в чарти або ж не брала участь у них | «—» означає, що композиція (альбом) не потрапила в чарти або ж не брала участь у них | «—» означає, що композиція (альбом) не потрапила в чарти або ж не брала участь у них | «—» означає, що композиція (альбом) не потрапила в чарти або ж не брала участь у них | «—» означає, що композиція (альбом) не потрапила в чарти або ж не брала участь у них | «—» означає, що композиція (альбом) не потрапила в чарти або ж не брала участь у них | «—» означає, що композиція (альбом) не потрапила в чарти або ж не брала участь у них | «—» означає, що композиція (альбом) не потрапила в чарти або ж не брала участь у них | «—» означає, що композиція (альбом) не потрапила в чарти або ж не брала участь у них | «—» означає, що композиція (альбом) не потрапила в чарти або ж не брала участь у них | «—» означає, що композиція (альбом) не потрапила в чарти або ж не брала участь у них | «—» означає, що композиція (альбом) не потрапила в чарти або ж не брала участь у них | «—» означає, що композиція (альбом) не потрапила в чарти або ж не брала участь у них | «—» означає, що композиція (альбом) не потрапила в чарти або ж не брала участь у них | «—» означає, що композиція (альбом) не потрапила в чарти або ж не брала участь у них | «—» означає, що композиція (альбом) не потрапила в чарти або ж не брала участь у них | «—» означає, що композиція (альбом) не потрапила в чарти або ж не брала участь у них | «—» означає, що композиція (альбом) не потрапила в чарти або ж не брала участь у них |
| 2012 | Forever              | - | - |                                                                                      |                                                                                      |                                                                                      |                                                                                      |                                                                                      |                                                                                      |                                                                                      |                                                                                      |                                                                                      |                                                                                      |                                                                                      |                                                                                      |                                                                                      |                                                                                      |                                                                                      |                                                                                      |                                                                                      |                                                                                      |                                                                                      |                                                                                      |                                                                                      |
| 2016 | We Survive           |   |   |                                                                                      |                                                                                      |                                                                                      |                                                                                      |                                                                                      |                                                                                      |                                                                                      |                                                                                      |                                                                                      |                                                                                      |                                                                                      |                                                                                      |                                                                                      |                                                                                      |                                                                                      |                                                                                      |                                                                                      |                                                                                      |                                                                                      |                                                                                      |                                                                                      |
| 2018 | GRIM                 | - | - |                                                                                      |                                                                                      |                                                                                      |                                                                                      |                                                                                      |                                                                                      |                                                                                      |                                                                                      |                                                                                      |                                                                                      |                                                                                      |                                                                                      |                                                                                      |                                                                                      |                                                                                      |                                                                                      |                                                                                      |                                                                                      |                                                                                      |                                                                                      |                                                                                      |

### Сингли
| 2007                                                                                 | «Flå» (feat. Ruus)              | Tæt på                                 | -  | -  | -  | -  | -  |
| 2007                                                                                 | «Et øjeblik» (feat. Joe True)   | Tæt på                                 | -  | -  | -  | -  | -  |
| 2007                                                                                 | «Satser alt»                    | non-album single                       | -  | -  | -  | -  | -  |
| 2007                                                                                 | «Alene»                         | Tæt på                                 | -  | -  | -  | -  | -  |
| 2008                                                                                 | «Okay (Artmus Remix)»           | non-album single                       | -  | -  | -  | -  | -  |
| 2008                                                                                 | «Kun for mig»                   | Velkommen til Medina                   | 1  | -  | -  | -  | -  |
| 2009                                                                                 | «Kun for mig» (feat. Burhan G)  | non-album single                       | -  | -  | -  | -  | -  |
| 2009                                                                                 | «Kun for dig» (feat. LOC )      | non-album single                       | 1  | -  | -  | -  | -  |
| 2009                                                                                 | «Velkommen til Medina»          | Velkommen til Medina                   | 1  | -  | -  | -  | -  |
| 2009                                                                                 | « You and I „                   | Velkommen til Medina (Special Edition) | -  | 39 | 11 | 42 | 10 |
| 2009                                                                                 | “100 dage» (with Thomas Helmig) | Tommy Boy                              | 1  | -  | -  | -  | -  |
| 2009                                                                                 | «Ensom»                         | Velkommen til Medina                   | 24 | -  | -  | -  | -  |
| «—» означає, що композиція (альбом) не потрапила в чарти або ж не брала участь у них |                                 |                                        |    |    |    |    |    |